# The Good You Bring
The Good You Bring är den första och enda singeln från albumet So Much for Staying Alive av Kristofer Åström & Hidden Truck, utgivet 2005. B-sidan "Walpurgis Night" återfinns även på albumet Loupita.

## Låtlista
1. "The Good You Bring"
2. "Walpurgis Night"